# Grandaddy
Grandaddy ist eine Rockband aus Modesto, Kalifornien, USA.

## Bandgeschichte
Die Band wurde 1992 von Jason Lytle (Sänger, Gitarrist, Keyboarder), Kevin Garcia (Bassist) und Aaron Burtch (Schlagzeuger) gegründet. 1995 kamen Gitarrist Jim Fairchild und Keyboarder Tim Dryden hinzu. Von 1992 bis 1997 brachte die Band drei Alben sowie ein Livealbum heraus, die jedoch alle von der Band selbst aufgenommen und nur auf Kassette in geringer Stückzahl vertrieben wurden.
Die Wende kam 1997 mit ihrem ersten Studio-Album Under The Western Freeway, das von Will Records veröffentlicht und von V2 Records vertrieben wurde. Die Platte wurde von Kritikern hoch gelobt, Pitchfork Media bezeichnete sie als die neuen Könige des Lo-Fi.
Der musikalische Stil der Band basiert auf dem Einsatz beider Gitarren im Indie-Rock-Stil sowie der Keyboards in einem minimalistischen Stil, der an Philip Glass erinnert. Die Texte drehen sich meist um das Thema „Isolation in einer High-Tech-Welt“, oft aus dem Blickwinkel des ländlichen Amerika. Diese Kombination gibt den meist vollbärtig auftretenden Band-Mitgliedern durchaus ein leichtes Geek-Image.
Der Titel AM 180 ist Teil des Soundtracks des Horror-Films 28 Days Later.
Nach mehr als zehn Jahren kreativer Schaffenspause und verschiedenen Einzelprojekten der Bandmitglieder erschien im März 2017 das Album Last Place.
Kevin Garcia verstarb am 2. Mai 2017 im Alter von 41 Jahren an den Folgen eines Schlaganfalls.

## Diskografie

### Alben
| Jahr | Titel                    | Höchstplatzierung, Gesamtwochen, AuszeichnungChartplatzierungen (Jahr, Titel, Platzierungen, Wochen, Auszeichnungen, Anmerkungen) | Höchstplatzierung, Gesamtwochen, AuszeichnungChartplatzierungen (Jahr, Titel, Platzierungen, Wochen, Auszeichnungen, Anmerkungen) | Höchstplatzierung, Gesamtwochen, AuszeichnungChartplatzierungen (Jahr, Titel, Platzierungen, Wochen, Auszeichnungen, Anmerkungen) | Anmerkungen |
| Jahr | Titel                    | CH | UK | US | Anmerkungen |
| ---- | ------------------------ | --- | --- | --- | ----------- |
| 2000 | The Sophtware Slump      | — | UK36 Silber · (4 Wo.)UK | — |             |
| 2003 | Sumday                   | — | UK22 (4 Wo.)UK | US84 (3 Wo.)US |             |
| 2006 | Just Like the Fambly Cat | — | UK50 (1 Wo.)UK | US171 (1 Wo.)US |             |
| 2017 | Last Place               | — | UK18 (2 Wo.)UK | US150 (1 Wo.)US |             |
| 2024 | Blu Wav                  | CH73 (1 Wo.)CH | UK93 (1 Wo.)UK | — |             |

Weitere Alben
- 1997: Under the Western Freeway
- 2021: The Sophtware Slump … On a Wooden Piano (20th Anniversary Edition)

### Kompilationen
- 1999: The Broken Down Comforter Collection (Kombination aus zwei EPs)
- 2000: The Windfall Varietal
- 2002: Concrete Dunes
- 2011: Granddaddy

### EPs
- 1992: Prepare To Bawl
- 1994: Recorded Live Amongst Friends and Fidget
- 1994: Complex Party Come Along Theories
- 1996: A Pretty Mess By This One Band
- 1996: Happy Happy X-Mas from Jason
- 1997: Live at the Art Factory
- 1998: Machines Are Not She
- 1999: Signal to Snow Ratio
- 2001: Through A Frosty Plate Glass
- 2005: Excerpts From the Diary of Todd Zilla
- 2017: Things Anyway

### Singles
| Jahr | Titel Album                                                | Höchstplatzierung, Gesamtwochen, AuszeichnungChartplatzierungen (Jahr, Titel, Album, Platzierungen, Wochen, Auszeichnungen, Anmerkungen) | Höchstplatzierung, Gesamtwochen, AuszeichnungChartplatzierungen (Jahr, Titel, Album, Platzierungen, Wochen, Auszeichnungen, Anmerkungen) | Anmerkungen                                                              |
| Jahr | Titel Album                                                | UK | US | Anmerkungen                                                              |
| ---- | ---------------------------------------------------------- | --- | --- | ------------------------------------------------------------------------ |
| 1998 | Summer Here Kids Under the Western Freeway                 | UK91 (1 Wo.)UK | — |                                                                          |
| 1998 | A.M. 180 Under the Western Freeway                         | UK88 (1 Wo.)UK | — |                                                                          |
| 2000 | The Crystal Lake The Sophtware Slump                       | UK38 (3 Wo.)UK | — | 2000 nur auf Platz 80 Höchstplatzierung nach Wiederveröffentlichung 2001 |
| 2000 | Hewlett’s Daughter The Sophtware Slump                     | UK71 (1 Wo.)UK | — |                                                                          |
| 2000 | He’s Simple, He’s Dumb, He’s the Pilot The Sophtware Slump | UK94 (1 Wo.)UK | — |                                                                          |
| 2003 | Now It’s On Sumday                                         | UK23 (2 Wo.)UK | — |                                                                          |
| 2003 | El Caminos in the West Sumday                              | UK48 (2 Wo.)UK | — |                                                                          |
| 2004 | I’m on Standby Sumday                                      | UK89 (1 Wo.)UK | — |                                                                          |

Weitere Singles
- 1994: Could This Be Love
- 1995: Taster
- 1998: Everything Beautiful is Far Away
- 1998: Laughing Stock
- 2004: Nature Anthem
- 2006: Elevate Myself
- 2016: Way We Won’t